# Fehér-hegy (Prága)
A Fehér-hegy (csehül Bílá hora) egy 379 m magas hegy Csehországban. A harmincéves háborúban vívott  1620-as fehérhegyi csata színhelye. Ma már Prágához tartozik.

## Fekvése
Prága nyugati részén található, Ruzyně városrészben (Prága 6. kerülete), a  Litovický potok völgye felett. Itt van a leghosszabb útvonalon járó prágai villamos, a 22-es illetve a 25-ös villamos egyik végállomásánál. (A menetidő Prága belvárosából mintegy fél óra.)

## Képgaléria

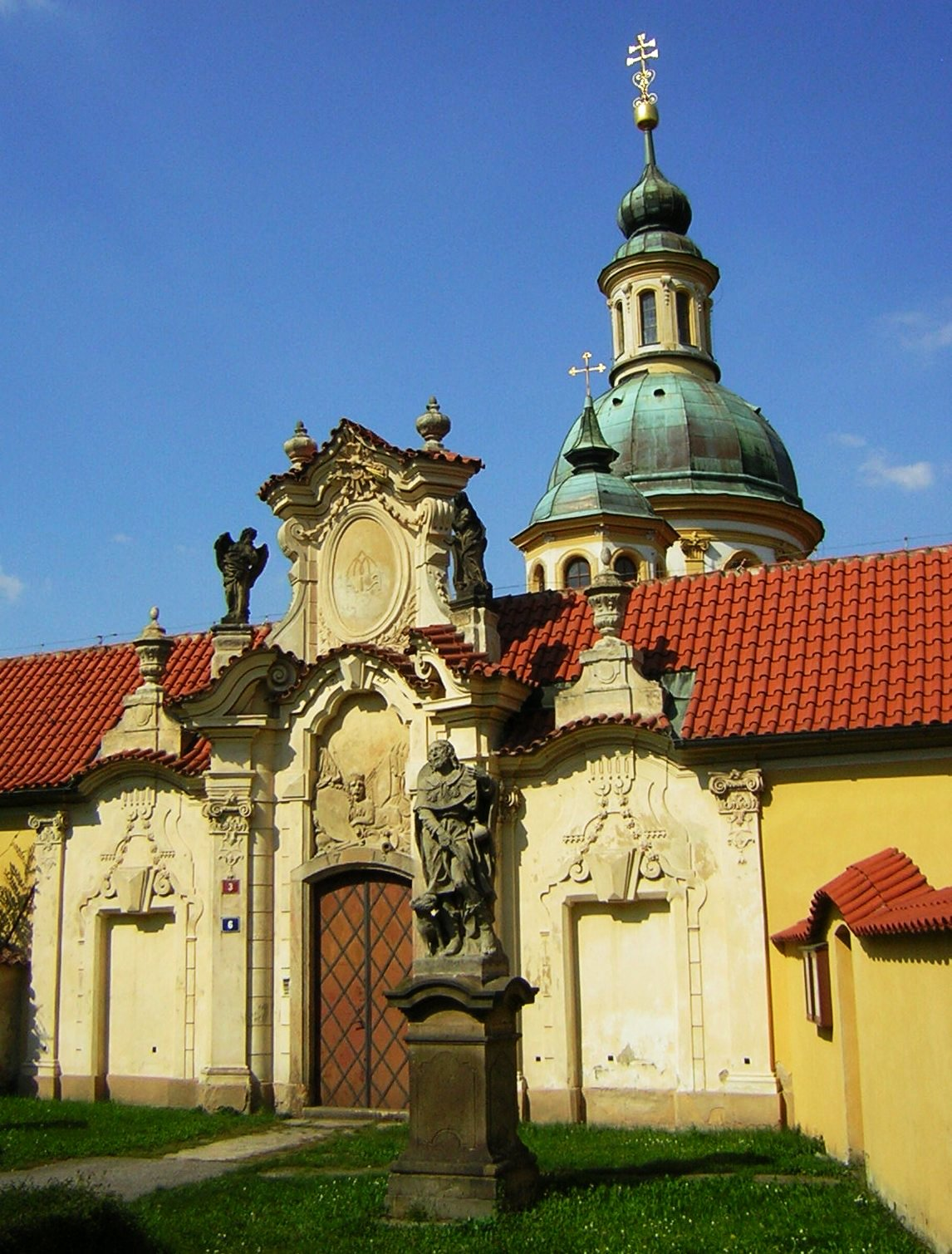
A bejárat
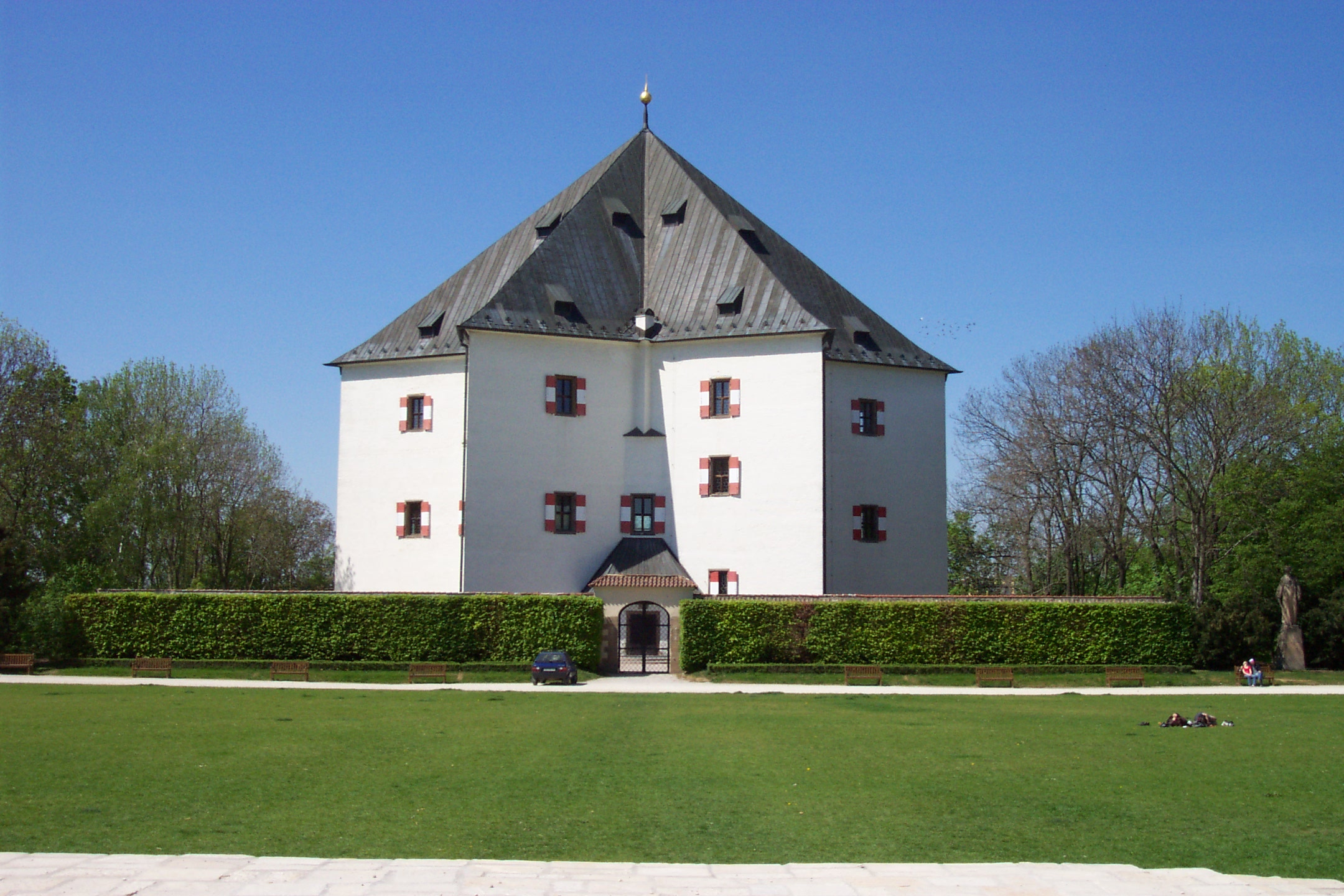
A Csillag-kastély (Letohrádek Hvězda)
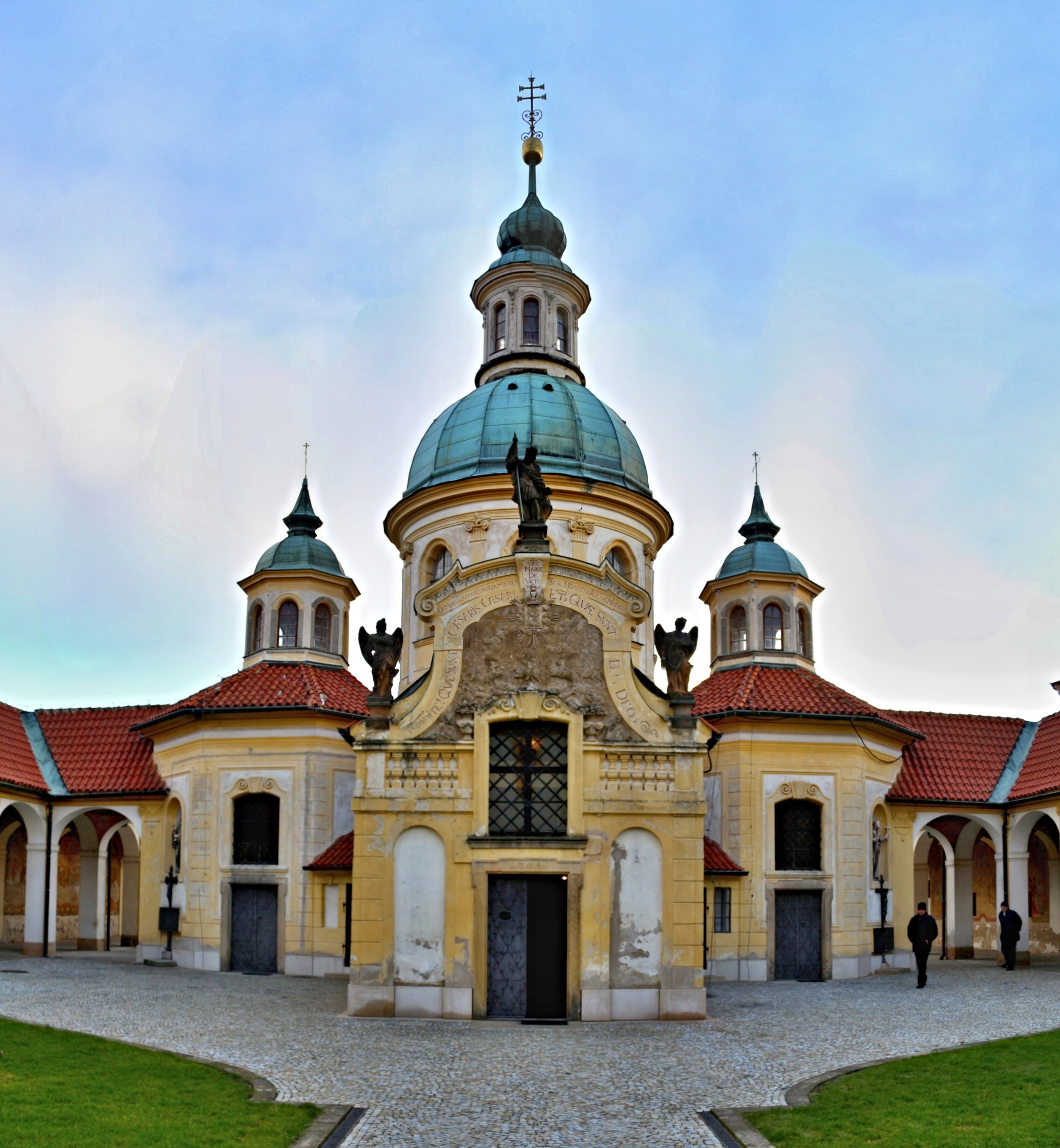
Emléktemplom a Fehér-hegyen

## Külső hivatkozások
- Karte: Der Kriegszug der Ligatruppen bis zur Schlacht am Weißen Berg bei Prag : Historische Karten (Haus der Bayerischen Geschichte)